# Јужнокинески карст
Јужнокинески карст (кинески: 中国南方喀斯特, пинјин: Zhōngguó Nánfāng Kāsītè) је крашко подурчје које се простире на више од пола милиона km² у кинеским јужним провинцијама Јунан, Гуејџоу и Ђангси, као и у јужним деловима територије града Чунгкинга. Оно представља величанствен и један од најбољих примера предела суптропске и тропске кишне шуме који су према биодиверзитету неупоредиви са другим крашким подручјима у свету. Издвајају се три крашке целине: Шилин, Либо и Вулонг. Јужнокинески карст је уписан 2007. године на списак места Светске баштине у Азији и Аустралазији.

## Попис локалитета
| Слика              | Име                                               | Величина | Локација                          | Координате                                               | Одлике |
| ------------------ | ------------------------------------------------- | -------- | --------------------------------- | -------------------------------------------------------- | --- |
| Парк Шилин         | Камена шума (кинески: 石林; пинјин: )             | 350 km²  | Аутономни округ Шилин Ји (Јунан)  | 24° 49′ 31″ S 103° 19′ 25″ E / 24.82528° Ј; 103.32361° И | Камена шума се налази око 120 км од главног града провинције Јунан Кунминга. Име је добила због великог броја високих густо постављених кречњачких стена насталих хемијском ерозијом пре око 270 милиона година у доба перма. |
| Стена Ашима        | Село Суогеји (所各邑村)                           |          | Аутномомни округ Шилин Ји (Јунан) | 24° 49′ 31″ S 103° 19′ 25″ E / 24.82528° Ј; 103.32361° И | Село Суогеји је место где је према веровању народа ји рођена двојка Ашима (阿诗玛) која је одбила да се уда за човека кога није волела и радије се претворила у камен који још увек носи њено име. Ова предаја се слави сваке године током „Фестивала бакљи (火把节, Huǒbă Jié) за време ког се плешу народни плесови и одржавају такмочења у рвању. |
| Карст Либо         | Сијаоћиџонг (小七孔)                              |          | Округ Либо (Гуејџоу)              | 25° 25′ N 107° 53′ E / 25.417° С; 107.883° И             | Сијаоћиџонг представља еволуцију крашког предела од перма до данас. Ту се налазие препознатљиви облици као што су (купа) и (ваљак). Поред њих ту се налазе и бројна висока крашка брда, дубоке долине, вртаче и речне пећине. Сијаћинг је насеље у западном делу крашке целине Либо. |
| Карст Либо         | Донгдуо (網師園)                                  |          | Округ Либо (Гуејџоу)              | 25° 25′ N 107° 53′ E / 25.417° С; 107.883° И             | Донгдуо се налази у центру источног дела крашке целине Либо и одговара приородном резервату и резервату биосфере Маолан. На овом подручју живи мањински кинески народ Буји. |
| Вртача Сијаоџаи    | Велике вртаче (箐口天坑, Qingkou Tiankeng)        | 20 km²   | Општина и округ Вулонг (Чонгћинг) | 29° 22′ 48″ N 107° 42′ 00″ E / 29.38000° С; 107.70000° И | Карст Вулонг (武隆喀斯特) је настао значајним издизањем кречњачких висорвани и тако су настале дивовске вртаче (Tiankeng) урушавањем пећинских сводова и прерасти изнад јако дубоких вртача и пећина. Нпр. вртача код села Сијаоџаи је висока 511 метара, с обимом од 6000 метара на врху и 300 метара на дну. Ово пдручје је важно за историју једног од највећих речних сливова на свету, слива реке Јангцекјанг. Због своје неприступачности ово подрује је претрпело најмање штете од стране људских активности. |
| Три природна моста | Три природна моста (天生三橋, Tiānshēng Sān Qiáo) | 7 km²    | Општина и округ Вулонг (Чонгћинг) | 29° 22′ 48″ N 107° 42′ 00″ E / 29.38000° С; 107.70000° И | Три природна моста преко велике клисуре реке Јангшу су добила имена према змајевима: „Небески змај“ (天龙桥, Tianglong) висок 235 m, „Азурни змај“ (Qinglong) висок 281 m, и „Црни змај“ (黑龙桥, Heilong) висок 223 метра. Како је удаљеност од горњег моста до доњег само 1,5 km, они нису највећи природни мостови на свету. Вртаче испод њих, и , обима од 300-455 метара, и дубине од 276-285 метара, су највеће на свету. |
| Пећина Фурног      | Пећина Фурног (芙蓉洞, )                          | 20 km²   | Општина и округ Вулонг (Чонгћинг) | 29° 13′ 44″ N 107° 54′ 12″ E / 29.22889° С; 107.90333° И | Пећина Фуронг се налази на простору између Чонгћинга и Три клисуре, откривена је тек 1993. године. Дуга је 2846 метара, а широка између 30 и 50 метара, а настала је током камбрије, пре око 500 милиона година. Унутра је подељена на три дела са шареним подземним пећинским накитом - сталактитима и сталагмитима. Тридесет их има дужину од 1,2 до 21,04 метра. Ту се налази и 50 јама дубине од 920 (汽坑洞, „Парна јама“, најдубља у Азији) до 100 метара.                                             |